# Lipicze Olendry
Lipicze Olendry [pronunciación en polaco: /liˈpit͡ʂɛ ɔˈlɛndrɨ/] es un pueblo ubicado en el distrito administrativo de Gmina Goszczanów, dentro del condado de Sieradz, Voivodato de Łódź, en el centro de Polonia. Se encuentra a unos 6 kilómetros al noroeste de Goszczanów, a 33 kilómetros al noroeste de Sieradz, y a 69 kilómetros al oeste de la capital regional Łódź.